# Carl von Elverfeldt genannt Beverförde zu Werries
Carl (Karl) Maximilian Hubert Gisbert Maria Freiherr von Elverfeldt genannt Beverförde zu Werries (* 15. September 1845 in Loburg; † 4. Januar 1901 ebenda) war ein deutscher Rittergutsbesitzer und Politiker aus dem Elverfeldt genannt von Beverfoerde zu Werries.
Carl von Elverfeldt genannt Beverförde zu Werries war der Sohn von Carl Adolph Maria von Elverfeldt genannt Beverförde zu Werries und dessen Ehefrau Clara Charlotte Friederike von Briest. Er heiratete am 25. Juni 1867 Adelheid Cecilia Maria Huberta von Boeselager in Heessen.
Er lebte als Rittergutsbesitzer auf Schloss Loburg. 1877 war er Abgeordneter für den Stand der Ritterschaft im Wahlbezirk Ost-Münster im Provinziallandtag der Provinz Westfalen.